# 톰 파든

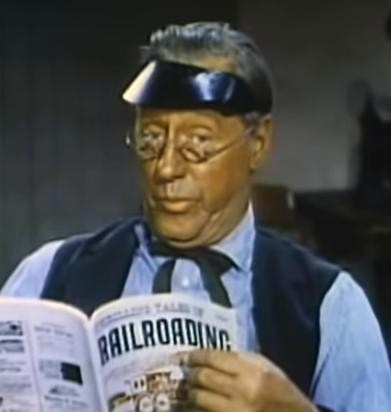

톰 파든(Tom Fadden, 1895년 1월 6일 ~ 1980년 4월 14일)은 미국의 배우, 연극 배우이다.
비로비치에서 사망하였다.

## 영화
- 개미 왕국 (1977년)
- 포켓에 가득찬 행복 (1961년)
- 플레이밍 스타 (1960년)
- 보난자 (1959년)
- 엣지 오브 이터너티 (1959년)
- 페리 메이슨 (1957년)
- 바디 페이스 넬슨 (1957년)
- 돈 노크 더 록 (1956년)
- 부러진 화살 (1956년)
- 외계의 침입자 (1956년)
- 딜론 보안관 (1955년)
- 샤이안 (1955년)
- 결투 1대 3 (1953년)
- 드럼스 인 더 딥 사우스 (1951년)
- 지옥문을 열어라 (1950년)
- 라이딩 하이 (1950년)
- 위스퍼링 스미스 (1948년)
- 스테이트 오브 더 유니온 (1948년)
- 문라이징 (1948년)
- 댓 하겐 걸 (1947년)
- 다크 패시지 (1947년)
- 추적 (1947년)
- 스톨렌 라이프 (1946년)
- 마사 아이버스의 위험한 사랑 (1946년)
- 베니를 위한 훈장 (1945년)
- 털달린 원숭이 (1944년)
- 레이디 테이크 어 찬스 (1943년)
- 엣지 오브 다크니스 (1943년)
- 더 글래스 키 (1942년)
- 마이 페이버릿 브론드 (1942년)
- 컴 리브 위드 미 (1941년)
- 셰퍼드 오브 더 힐 (1941년)